# I miserabili (film 1934)
I miserabili (Les misérables) è un film del 1934 diretto da Raymond Bernard.
Nel 1936 è stato indicato tra i migliori film stranieri dell'anno dal National Board of Review of Motion Pictures.